# بوسوپنتائنویک اسید
بوسوپنتائنویک اسید (به انگلیسی: Bosseopentaenoic acid) با فرمول شیمیایی C۲۰H۳۰O۲ یک ترکیب شیمیایی است. که جرم مولی آن ۲۷۴٫۴۰ گرم بر مول می‌باشد. 